# Gustavo Taretto
Gustavo Taretto (Buenos Aires, 5 de diciembre de 1965) es un director, guionista y productor de cine argentino. Es conocido por haber realizado el cortometraje Medianeras (2005), por el cual ganó diversos premios, incluyendo el de mejor corto en el Festival Internacional de Cine de Mar del Plata, y por el largometraje Medianeras (2011), basado en el filme anterior. Por el corto Hoy no estoy (2007), estrenado en el Festival Internacional de Cine de Locarno, recibió el premio al mejor cortometraje.

## Filmografía
Como director y guionista
- Las insoladas (cortometraje, 2002)
- Cien pesos (cortometraje, 2003)
- Medianeras (cortometraje, 2005)
- Hoy no estoy (cortometraje, 2007)
- 25 miradas, 200 minutos (serie de televisión, 1 episodio, 2010)
- Una vez más (cortometraje, 2010)
- Medianeras (2011)
- Sucesos intervenidos (2014)
- Las insoladas (2014)
- Amsterdam (2022)